# Іван Божий
Іван Божий (ісп. Juan de Dios, порт. João de Deus), мирське ім'я Жуан Сідаде Дуарте (порт. João Cidade Duarte, ісп. Juan  Ciudad Duarte; 8 березня 1495, Монтемор-у-Нову, Португалія — 8 березня 1550, Гранада, Іспанія) — католицький святий, засновник Ордену боніфратрів.

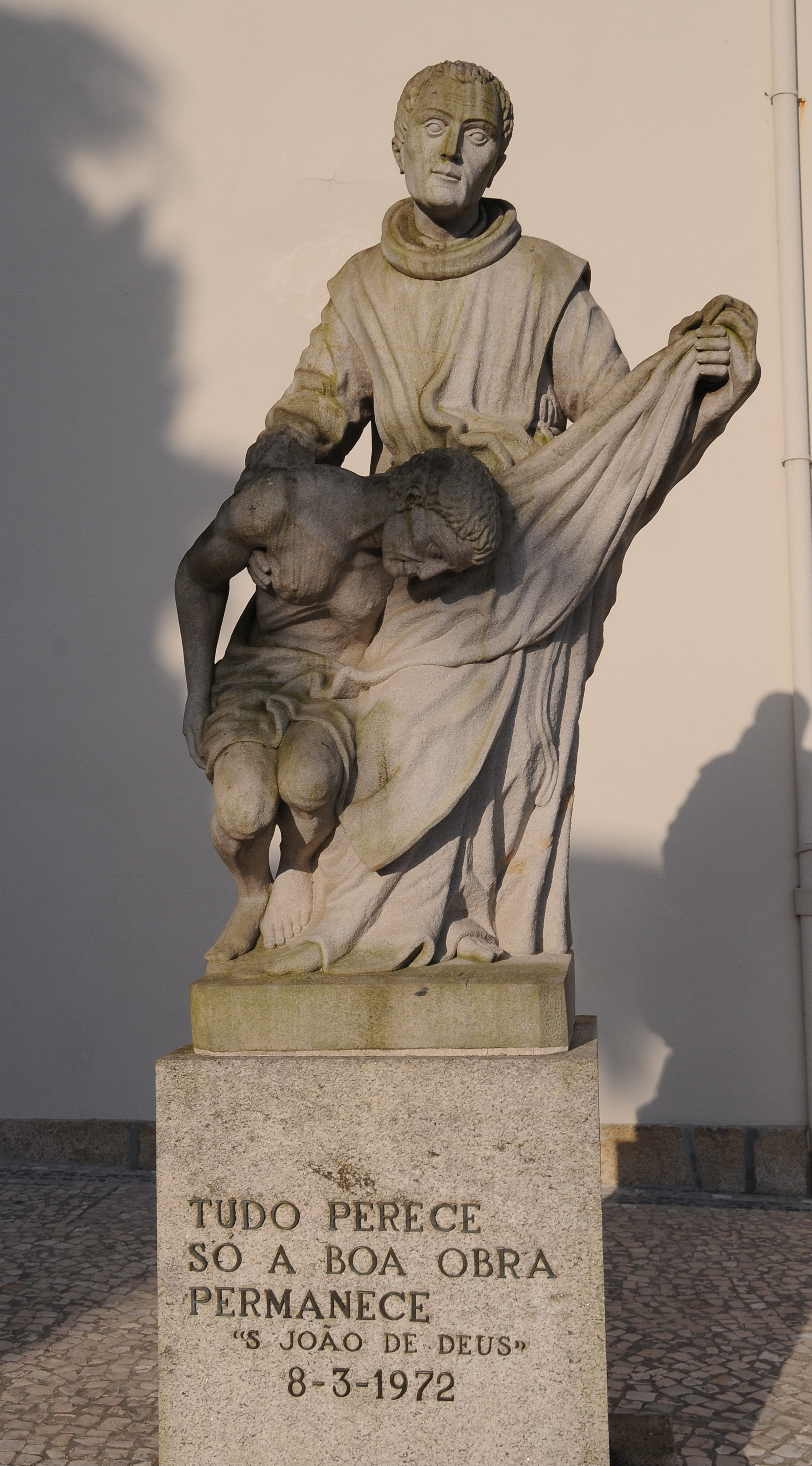
Статуя Св. Івана Божого у Віллар де Фрадс, Барселос, Португалія.

Святий народився під іменем João Cidade у Монтемор-о-Ново, Португалія, в колись відомій родині, яка була бідною, але мала велику релігійну віру. Його мати померла, коли він був ще малою дитиною, а батько вступив в чернечий орден.
Будучи молодою людиною, Іван працював пастухом у фермера, який був дуже задоволений його силою та сумлінною роботою. Йому пропонували одружитися з донькою фермера і стати спадкоємцем власності, та він відмовився, тому що хотів продовжити своє духовне життя в служінні Богу.
Він переїхав до Іспанії, де служив солдатом Карла V Габсбурга, і взяв участь у кількох битвах. Після багатьох подвигів, він поширював релігійні книги, використовуючи найновіші типи друкарського верстату Гутенберга, щоб забезпечити людей Біблією.
Остаточно святий Іван навернувся 20 січня, слухаючи проповіді святого Івана Авільського, який пізніше став його духовним наставником і сприятиме йому в його пошуках покращення життя бідних верств населення. Потім він тимчасово впав у стан, подібний до стану божевілля і був згодом відправлений в божевільню, де він пізніше оговтався і зрозумів, що бідні і нужденні заслуговував кращого лікування, ніж він отримав. Тоді ж святий вирішив присвятити залишок свого життя на турботу про хворих і бідних.
Поселившись в Гранаді, він витрачав всю свою силу в турботі про нужденних жителів міста. Повільно він залучив до себе коло учнів, яких він закликав приєднатися до нього у цій службі. Іван на основі своїх послідовників заснував орден госпітальєрів, тепер відоміший як орден боніфратрів, які піклуються про хворих в країнах по всьому світу. З поваги до їх історичного внеску саме на членів цього ордену офіційно покладено обов'язок медичне і стоматологічне обслуговування папи.
Святий помер 8 березня 1550, у його 55-річчя. Канонізований папою Олександром VIII 16 жовтня 1690, і пізніше названий покровителем лікарень, хворих, медсестер, пожежників, алкоголіків і продавців книг. Його пам'ять відзначають 8 березня. У храмі-пам'ятнику, що освячений його іменем і був побудований в 1757 році в Гранаді, розташована його могила, захищена Лицарями Святого Івана Божого.

## Патрон
- Португалія: Монтемор-у-Нову